# Viktor Jansson
Viktor Bernhard "Faffan" Jansson (ur. 1 marca 1886 w Helsinkach, zm. 22 czerwca 1958 tamże) – fiński rzeźbiarz wywodzący się z mniejszości szwedzkojęzycznej. Jego żoną była szwedzka ilustratorka Signe Hammarsten-Jansson, z którą miał troje dzieci: pisarkę Tove Jansson, fotografa Pera Olova Janssona i rysownika komiksów Larsa Janssona.